# Discografia di London on da Track
London on da Track è un produttore di musica hip hop e musicista statunitense originario di Atlanta. Ha collaborato con molti rapper. Young Thug, Summer Walker e A Boogie wit da Hoodie, French Monatana, Saweetie e Roddy Rich sono gli artisti con cui ha collaborato in molteplici occasioni.

## Mixtape
| Anno | Titolo |
| ---- | --- |
| 2016 | The DefAnition (con Dae Dae) - Pubblicato: 2 novembre 2016 - Etichetta: 300 Entertainment - Formato: digitale |

## Singoli prodotti
| 2014 | Hookah (Tyga feat. Young Thug)                                                 | 85  | Non-album single            |
| 2014 | About the Money (T.I. feat. Young Thug)                                        | 42  | Paperwork                   |
| 2014 | Lifestyle (Rich Gang feat. Young Thug and Rich Homie Quan)                     | 16  | Non-album single            |
| 2014 | Take Kare (Rich Gang feat. Young Thug and Lil Wayne)                           | —   | Non-album single            |
| 2014 | Sho Me Love (Rich Gang feat. Juvenile)                                         | —   | Non-album single            |
| 2015 | Check (Young Thug)                                                             | 100 | Barter 6                    |
| 2016 | Sneakin' (Drake feat. 21 Savage)                                               | 28  | Non-album single            |
| 2017 | Roll in Peace (Kodak Black feat. XXXTentacion)                                 | 31  | Project Baby 2              |
| 2018 | 92 Explorer (Post Malone)                                                      | 40  | Beerbongs & Bentleys        |
| 2018 | No Stylist (French Montana feat. Drake)                                        | 47  | No Stylist - EP and Montana |
| 2018 | Swervin (A Boogie Wit Da Hoodie feat. 6ix9ine)                                 | 38  | Hoodie SZN                  |
| 2018 | Die Young (Roddy Ricch)                                                        | 99  | Non-album single            |
| 2018 | Wanna Be (French Montana feat. PARTYNEXTDOOR & London On Da Track)             | —   | Montana                     |
| 2019 | My Type (Saweetie)                                                             | 21  | Icy                         |
| 2019 | Throw Fits (G-Eazy feat. City Girls & Juvenile)                                | —   | Non-album single            |
| 2019 | Tap (Nav feat. Meek Mill)                                                      | 87  | Bad Habits                  |
| 2019 | fuckyounoah (Noah Cyrus feat. London On Da Track)                              | —   | Non-album single            |
| 2019 | Kills You Slowly (The Chainsmokers)                                            | —   | Non-album single            |
| 2019 | Something Real (Summer Walker feat. London On Da Track)                        | —   | Non-album single            |
| 2019 | Over It (Summer Walker)                                                        | 90  | Over It                     |
| 2019 | Playing Games (Summer Walker con Bryson Tiller)                                | 16  | Over It                     |
| 2019 | Come Thru (Summer Walker)                                                      | 42  | Over It                     |
| 2020 | Numbers (A Boogie Wit Da Hoodie feat. Roddy Ricch, Gunna e London On Da Track) | 23  | Artist 2.0                  |
| 2020 | Drop (DaBaby feat. A Boogie wit da Hoodie e London on da Track)                | 71  | Blame It on Baby            |
|      | "—" indica una pubblicazione non classificata o non pubblicata in quel Paese.  |     |                             |

## 2011
Dem White Boyz – Why Not!?
- 06. Shoestrings

Maceo – Mexico City
- 09. Mine (feat. Tasha)

## 2012
Rich Kidz – Everybody Eat Bread
- 04. "Never Did"
- 05. "We So Deep" (feat. Trouble)
- 09. "Sunrise Interlude"
- 13. "Koo Koo" (feat. Slim Dunkin)
- 17. "Easy Water"
- 18. "Live From The Booth (Freestyle)"
- 19. "Pimp Or Slum" (feat. Sammy Dammy & RK Sabo)

Slim Dunkin & D-Bo – Block Illegal II: My Brother's Keeper
- 04. "Double Up" (produced with TM88)
- 07. "Rockstar" (feat. Roscoe Dash) (produced with TM88)
- 08. "Freezer Tag"
- 09. "All We Got"
- 13. "Feelin Myself" (feat. Trae tha Truth)
- 15. "I Be Flexin"
- 17. "Celebration"
- 20. "Missin You"
- 21. "If I Make It" (feat. Tasha Catour)

Dirt Gang – Welcome To Jurassic Park
- 10. "Double Up" (produced with TM88)

Waka Flocka Flame – Salute Me or Shoot Me 4 (Banned from America)
- 08. "Randy Savage" (feat. B. Ceeze and Frenchie)

Rich Kidz – Straight Like That 3
- 01. "You Won"
- 04. "Kool On The Low"
- 05. "Housewife"
- 06. "Fantasy"
- 12. "Most Tonight"
- 13. "In The Car"

## 2013
Sy Ari Da Kid & Dae Dae – Civil War 2: 2 Sides Of A Story
- 08. "Movin Up" (feat. Frenchie)

Chaz Gotti – Voice of Dunk
- 01. "VOD Intro"
- 05. "The Man" (feat. Waka Flocka Flame)
- 10. "Bring It Back" (feat. K Camp)
- 12. "Butt Naked Truth"

Strap Da Fool – All In
- 07. Heinz 57 (feat. Gucci Mane)

J Mike – Keys 2 the City
- 02. "Keys 2 Da City"

Quez – Black Boe Knows
- 03. "Dirty Money" (feat. Chico Ali)
- 14. "Shawty What's Yo Name" (feat. Strap Da Fool)

Waka Flocka Flame – DuFlocka Rant Halftime Show
- 07. "Red Ferrari" (feat. Sosay & Chaz Gotti)

D Dash – Mill B4 Dinner Time
- 07. "Don't Play Wit Me" (Chaz Gotti & Que)

Chaz Gotti – 808 Gotti
- 05. "What I Wanna Do" (feat. D Dash) (produced with Southside)

K-So – Glasses
- 15. "Ain't Nothin Personal"

Gucci Mane – Diary Of A Trap God
- 18. "Virgin" (feat. Young Dolph & Young Thug)

Rich Kidz – A West Side Story
- 01. "Make It"
- 07. "Winner" (feat. K Camp)
- 08. "More" (Produced with DJ Plugg)
- 14. "Pop That"

Trae tha Truth – I Am King
- 06. "Shit Crazy" (feat. D Dash Bo)

Yung Booke – City on My Back
- 10. "Neva Left" (feat. Smashgang Freaky & Lake Savage)

Rich Homie Quan – I Promise I Will Never Stop Going In
- 01. "They Don't Know"

Travis Porter – Mr. Porter
- 04. "I'm a Dog"
- 06. "My Bitch Bad"

## 2014
Strap Da Fool – All In 2
- 23. "I'm Up"
- 27. "Out Da Profit"

D Dash & Frenchie – Underrated
- 06. "Money Talks"

2 Chainz 
- 00. "Dresser (Lil Boy)" (feat. Young Thug)

Waka Flocka Flame – Re-Up
- 06. "How I'm Rockin"

Travis Porter – Music, Money, Magnums 2
- 01. "Attached"
- 07. "Andalay"
- 10. "She Knows" (feat. Problem)
- 11. "Geekin'"

Gucci Mane – The Return Of Mr. Perfect
- 08. "Filthy Large" (feat. Strap Da Fool)
- 10. "Night Rider"

Chaz Gotti – Wait'n
- 02. "Million Dollars'"
- 03. "Babies Cryin'" (feat. Migos) (Produced with DJ Spinz)
- 08. "Bring It Back" (feat. K Camp & Stuey Rock)
- 09. "Days On The Southside"
- 10. "No Trust" (feat. K Camp)
- 11. "The Man" (feat. Waka Flocka Flame)

Rich Gang – Tha Tour Part 1
- 06. "Flava" (Young Thug & Rich Homie Quan)
- 07. "730"
- 09. "Tell Em (Lies)" (Young Thug & Rich Homie Quan)
- 12. "Imma Ride" (Young Thug, Rich Homie Quan, & Birdman)
- 14. "Keep It Goin"

## 2015
Lil Wayne – Sorry 4 the Wait 2
- 15. "No Haters"
- 00. "Amazing Amy" (feat. Migos)

2 Chainz - T.R.U. Jack City
- 16. “Can’t Tell Me Shyt” (feat. Skooly & Cap 1)

The Real University – T.R.U. Jack City
- 13. "Can't Tell Me Shyt" (by Cap 1 and Skooly)

Soundz – Like Jordan
- 15. "Stephanie" (produced with Soundz)

Young Thug – Barter 6
- 02. "With That" (feat. Duke)
- 04. "Check"
- 12. "Numbers"

Boosie Badazz – Touchdown 2 Cause Hell
- 06. "Retaliation"

Lil Durk – Remember My Name
- 10. "Why Me"

Lil Wayne – Free Weezy Album
- 05. "London Roads"

Young Jeezy – Gangsta Party
- 01. "I Might" (feat. Rich Homie Quan)

T.I. – Da' Nic
- 04. "Peanut Butter Jelly" (feat. Young Dro & Young Thug)

Ty Dolla Sign - Free TC
- 15. "Actress" (feat. R. Kelly) (prod. with D'Mile)

50 Cent – The Kanan Tape
- 02. "Too Rich For The Bitch"

Yung Ralph - I Am Juugman
- 17. "Imma Ride (feat. Young Thug & Birdman)"

Figg Panamera - God's Plan
- 02. "Carlito"
- 03. "Celebration"
- 06. "Let Her Breath"
- 09. "What's up"
- 10. "Trapflix"
- 20. "I Told Her Once"

Lil Reese - Supa Savage 2
- 07. "Baby" (Feat. Young Thug)

Young Jeezy - Church In These Streets
- 04. "Gold Bottles"
- 05. "Hell You Talkin' Bout"

Keyshia Cole
- "Don't Waste My Time" (feat. Young Thug)

Jeremih - Late Nights
- 03. "Impatient" (feat. Ty Dolla Sign)

## 2016
YG – Off My Bullshit
- "I Wanna Benz" (feat. 50 Cent & Nipsey Hussle)

 2 Chainz & Lil Wayne - ColleGrove 
- "Section"

French Montana - Wave Gods
- 08. "Groupie Love" (feat. Quavo)

 Young Thug - Slime Season 3 
- "Memo"
- "Digits"
- "Worth It"
- "Tattoos"
- "Problem"

Bankroll Mafia - Bankroll Mafia
- 11. "Screwed It Up" (feat. London Jae, Shad da God and T.I.)

Lil Duke - Uber 
- "Paid in Full"

Young Buck - 10 Bodies 
- "No Worries"

Tory Lanez - Fargo Fridays
- 09. "Unforgetful"

Travis Porter - 285
- 04. "Trap"
- 09. "Lame"

Ace Hood - Starvation 5
- 02. "Message to the label"

Ralo - Diary of the Streets 2
- 19. "Pull Up" (feat. Birdman & Jaquees)

Young Thug & T.I. - Margiela Music 3
- 02. "Bobby Womack"

Soulja Boy - Real Soulja 4 Life
- 04. "Rockstar"

Blac Youngsta - Fuck Everybody
- 03. "Tissue"

Yung Booke - 6 The Giant
- 02. "Ain't Nothing Changed"

Gucci Mane - Woptober
- 01. Intro: Fuck 12
- 06. Wop

Dae Dae - The Defanition
- 01. Black Lives Matter
- 02. Bullshit (feat. 21 Savage)
- 03. Dead Ass Wrong
- 04. Don't You Change
- 05. Hit The Block
- 06. How You Feel
- 07. Kodak
- 08. Love Life Pages
- 09. Ride (feat TK Kravitz)
- 10. Street Shit
- 11. Woke Up

Gucci Mane & Future - Free Bricks 2K16 (Zone 6 Edition)
- 02. Selling Heroin (prodotto con Southside)

Drake - More Life
- Sneakin' (feat. 21 Savage)

Lil Durk - They Forgot
- 07. Young Niggas (feat. Meek Mill)

## 2017
Trapaholics - Real Trap Shit & Real Niggas Losing Edition
- 03. Grave Yard Shift

Bloody Jay - Real Niggas Losing
- 04. No Mask

Money Man - Black Circle 2
- 15. Out The Mud (feat. Young Thug)

Philthy Rich - Seminary
- 12. Street Life (feat. Neno Calvin & Derez De'Shon)

Yung Ralph - I Am Juugman 2
- 02. I Know You Know

Gucci Mane - DropTopWop
- 08 Both Eyes Closed (feat. 2 Chainz & Young Dolph) (prodotto con Metro Boomin)

Young Thug - Beautiful Thugger Girls
- 04. Daddy's Birthday (prodotto con Scott Storch)
- 05. Do U Love Me

French Montana - Jungle Rules
- 09. Migo Montana (feat. Quavo)

Sy Ari Da Kid - 2 Weeks No Diss
- 04. Traded (feat. K Camp)

Kodak Black - Project Baby 2
- 03. Roll In Peace (feat. XXXTentacion) (prodotto con Cubeatz)
- 04. 6th Sense
- 05. Don't Wanna Breath (prodotto con Rex Kudo)
- 11. You Do That Shit (prodotto con Cassius Jay)

Derez De'Shon - Pain
- 01. Ambition

Young Penny Hardaway
- 04. Hardaway (con DJ Envy)
- 07. Fed Up
- 16. She Wanna Be Down
- 00. Hardaway (Remix) (con DJ Envy feat. Yo Gotti and 2 Chainz) (leftover track)

Future & Young Thug - Super Slimey
- 11. Killed Before

Yo Gotti - I Still Am
- 01. Betrayal (prodotto con Southside)

PnB Rock - Catch These Vibes
- 02. London

Derez De’Shon - Thank Da Streets
- 03. Dope Hole (feat. O.T. Genasis & Uncle Murda)
- 07. Don’t Push Me
- 09. Just Tryna Live

## 2018
Gunna - Drip Season 3
- 11. My Soul (prodotto con Metro Boomin)

Artisti vari - The Uncle Drew Motion Picture Soundtrack
- 04. Cocky (prodotto con Hector Delgado) (feat. ASAP Rocky, Gucci Mane & 21 Savage)

Bo Deal - Good Side Bad Side 2
- 02. Ain’t Real (feat. Derez Deshon & Lil Bibby)

Cash Money Records - Before Anything Motion Picture Soundtrack
- 07. You (feat. Jacquees)
- 13. Like U Kno (feat. Derez Deshon & Jacquees)

Post Malone - Beerbongs & Bentleys
- 16. 92 Explorer (prodotto con Roark Bentley & Aubrey Robinson)

Tee Grizzley - Activated
- 02. 2 Vaults (feat. Lil Yachty)
- 05. Connect

Lil Baby - Harder than Ever
- 12. Right Now (feat. Young Thug)

 Young Thug - On the Rvn 
- 01. On The Run (prodotto con Cubeatz)
- 03. Climax (feat. 6lack)
- 04. Sin (feat. Jaden Smith)

T.I. - Dime Trap
- 07. At Least I Know (feat. Anderson Paak)

French Montana - No Stylist EP
- 01. No Stylist (feat. Drake)

Roddy Ricch - Feed tha Streets II
- 04. Die Young (co-prodotto con Rex Kudo)

Kodak Black - Dying to Live
- 02. This Forever (co-prodotto con Rex Kudo)

A Boogie wit da Hoodie - Hoodie SZN
- 04. Swervin (feat. 6ix9ine)

Derez De’Shon - Pain 2
- 05. Need some Mo (feat. Lil Baby) (prodotto con Stoopid Beats)
- 06. Fallin (feat. Russ)
- 08. Whaddup Doe (feat. Mozzy)
- 17. Lately

## 2019
Paxquiao - Dodgin the Raindrops
- 05. Whole Neighborhood (prodotto con Natra Average)
- 15. Got it Bad (feat. Malwande khumalo, K Camp) (prodotto con Natra Average)

Dreezy - Big Dreez
- 09. No Love (feat. Derez De’Shon)
- 10. Where Them $ @

DaBaby -  KIRK 
- 12. THERE HE GO

Summer Walker -  Over It 
- 1. Over It (prodotto con Aubrey Robinson & Roark Bailey)
- 2. Body (prodotto con Aubrey Robinson & Roark Bailey)
- 3. Playing Games (con Bryson Tiller) (Extended Version)
- 4. Drunk Dialing...LODT (prodotto con Kevin Richardson, Roark Bailey, Cameron Griffin & Aubrey Robinson)
- 5. Come Thru (con Usher) (prodotto con Aubrey Robinson & Roark Bailey)
- 6. Potential (prodotto con Aubrey Robinson & Roark Bailey)
- 8. Tonight (prodotto con F a l l e n, Aubrey Robinson & Roark Bailey)
- 10. Like It (con 6lack) (prodotto con F a l l e n, Aubrey Robinson & Roark Bailey)
- 12. Stretch You Out (feat. A Boogie Wit Da Hoodie)
- 14. Anna Mae (prodotto con Roark Bailey & Scott Storch)
- 15. I'll Kill You (feat. Jhené Aiko) (prodotto con Roark Bailey, Aubrey Robinson & Scott Storch)
- 16. Nobody Else (prodotto con Roark Bailey, Aubrey Robinson & Stevie J)
- 17. Playing Games

YK Osiris - The Golden Child 
- 12. “Ballin”

Davido - A Good Time 
- 6. “D&G” (feat. Summer Walker)

Blac Youngsta - Church on Sunday 
- 7. All I Want (feat. Jacquees)

French Montana - Montana 
- 12. Wanna Be (feat. PartyNextDoor)
- 15. No Stylist (feat. Drake)

Fetty Wap - Fresh N Clean 
- Fresh N Clean

## 2020
Lil Gotit - Superstar Creature 
- Produttore esecutivo

A Boogie wit da Hoodie - Artist 2.0 
- 1. Thug Love
- 5. Numbers (feat. Roddy Ricch, Gunna and London on da Track)
- 9. Calm Down (Bittersweet) (feat. Summer Walker)

Rich the Kid - Boss Man 
- 11. Ain't No Doubts
- 16. I Want Mo

DaBaby - Blame It on Baby 
- 10. Drop (feat. A Boogie wit da Hoodie and London on da Track)
- 12. Nasty (feat. Ashanti and Megan Thee Stallion)

 Sfera Ebbasta - Famoso 
- 4. Macarena (feat. Offset)